# أيستاين يانسن
أيستاين يانسن (بالنرويجية البوكمول: Eystein Jansen)‏ هو جيولوجي نرويجي، ولد في 28 فبراير 1953.

## روابط خارجية
- أيستاين يانسن على موقع IMDb (الإنجليزية)